# Saint Patrick (Saint Vincent en de Grenadines)
Saint Patrick is een van de zes parishes van Saint Vincent en de Grenadines. De hoofdstad is Barouallie. Saint Patrick ligt in het westen van het eiland Saint Vincent en grenst aan de parishes Charlotte, Saint David en Saint Andrew. 
Charlotte · Grenadines · Saint Andrew · Saint David · Saint George · Saint Patrick